# Liga Sudamericana 2018 (calcio a 5)
La Liga Sudamericana de Futsal 2018 è la 2º edizione del torneo, la cui fase finale si è disputata nel marzo 2019.

## Formula
Le dieci selezioni partecipanti sono state distribuite in due gironi all'italiana formati da cinque squadre ciascuno (Nord e Sud). La competizione vede due classifiche differenti, quella dell'Under-20 e quella delle nazionali maggiori. A fine torneo si sommano i punti delle due squadre, e le prime dei due raggruppamenti si affrontano nella finale.

## Fase a gironi

### Zona Nord

#### Nazionale maggiore
| Squadra   | Pti | G | V | N | P | GF | GS | DR |
| --------- | --- | - | - | - | - | -- | -- | -- |
| Brasile   | 10  | 4 | 3 | 1 | 0 | 17 | 8  | +9 |
| Colombia  | 10  | 4 | 3 | 1 | 0 | 15 | 6  | +9 |
| Venezuela | 4   | 4 | 1 | 1 | 2 | 9  | 16 | -7 |
| Perù      | 2   | 4 | 0 | 2 | 2 | 5  | 9  | -4 |
| Ecuador   | 1   | 4 | 0 | 1 | 3 | 8  | 15 | -7 |

| Rio de Janeiro 12 dicembre 2018, ore 11:00 | Colombia | 3 – 0 | Ecuador | Arena Carioca 1 - Parque Olímpico |

| Rio de Janeiro 12 dicembre 2018, ore 16:00 | Brasile | 7 – 1 | Venezuela | Arena Carioca 1 - Parque Olímpico |

| Rio de Janeiro 13 dicembre 2018, ore 11:00 | Venezuela | 2 – 2 | Perù | Arena Carioca 1 - Parque Olímpico |

| Rio de Janeiro 13 dicembre 2018, ore 16:00 | Brasile | 5 – 3 | Ecuador | Arena Carioca 1 - Parque Olímpico |

| Rio de Janeiro 14 dicembre 2018, ore 11:00 | Ecuador | 2 – 4 | Venezuela | Arena Carioca 1 - Parque Olímpico |

| Rio de Janeiro 14 dicembre 2018, ore 16:00 | Perù | 0 – 3 | Colombia | Arena Carioca 1 - Parque Olímpico |

| Rio de Janeiro 15 dicembre 2018, ore 11:00 | Colombia | 5 – 2 | Venezuela | Arena Carioca 1 - Parque Olímpico |

| Rio de Janeiro 15 dicembre 2018, ore 16:00 | Brasile | 1 – 0 | Perù | Arena Carioca 1 - Parque Olímpico |

| Rio de Janeiro 16 dicembre 2018, ore 11:00 | Brasile | 4 – 4 | Colombia | Arena Carioca 1 - Parque Olímpico |

| Rio de Janeiro 16 dicembre 2018, ore 16:00 | Ecuador | 3 – 3 | Perù | Arena Carioca 1 - Parque Olímpico |

#### Under-20
| Squadra   | Pti | G | V | N | P | GF | GS | DR  |
| --------- | --- | - | - | - | - | -- | -- | --- |
| Brasile   | 10  | 4 | 3 | 1 | 0 | 21 | 4  | +17 |
| Colombia  | 10  | 4 | 3 | 1 | 0 | 18 | 7  | +11 |
| Venezuela | 4   | 4 | 1 | 1 | 2 | 11 | 13 | -2  |
| Paraguay  | 4   | 4 | 1 | 1 | 2 | 8  | 23 | -15 |
| Ecuador   | 0   | 4 | 0 | 0 | 4 | 7  | 18 | -11 |

| Rio de Janeiro 12 dicembre 2018, ore 9:00 | Colombia | 5 – 3 | Ecuador | Arena Carioca 1 - Parque Olímpico |

| Rio de Janeiro 12 dicembre 2018, ore 14:00 | Brasile | 5 – 3 | Venezuela | Arena Carioca 1 - Parque Olímpico |

| Rio de Janeiro 13 dicembre 2018, ore 9:00 | Venezuela | 2 – 2 | Perù | Arena Carioca 1 - Parque Olímpico |

| Rio de Janeiro 13 dicembre 2018, ore 14:00 | Brasile | 4 – 0 | Ecuador | Arena Carioca 1 - Parque Olímpico |

| Rio de Janeiro 14 dicembre 2018, ore 9:00 | Ecuador | 1 – 5 | Venezuela | Arena Carioca 1 - Parque Olímpico |

| Rio de Janeiro 14 dicembre 2018, ore 14:00 | Perù | 2 – 7 | Colombia | Arena Carioca 1 - Parque Olímpico |

| Rio de Janeiro 15 dicembre 2018, ore 9:00 | Colombia | 5 – 1 | Venezuela | Arena Carioca 1 - Parque Olímpico |

| Rio de Janeiro 15 dicembre 2018, ore 14:00 | Brasile | 11 – 0 | Perù | Arena Carioca 1 - Parque Olímpico |

| Rio de Janeiro 16 dicembre 2018, ore 9:00 | Brasile | 1 – 1 | Colombia | Arena Carioca 1 - Parque Olímpico |

| Rio de Janeiro 16 dicembre 2018, ore 14:00 | Ecuador | 3 – 4 | Perù | Arena Carioca 1 - Parque Olímpico |

#### Classifica finale
| Squadra   | Pti | G | V | N | P | GF | GS | DR  |
| --------- | --- | - | - | - | - | -- | -- | --- |
| Brasile   | 20  | 8 | 6 | 2 | 0 | 38 | 12 | +26 |
| Colombia  | 20  | 8 | 6 | 2 | 0 | 33 | 13 | +20 |
| Venezuela | 8   | 8 | 2 | 2 | 4 | 20 | 29 | -9  |
| Perù      | 6   | 8 | 1 | 3 | 4 | 13 | 32 | -19 |
| Ecuador   | 1   | 8 | 0 | 1 | 7 | 15 | 33 | -18 |

### Zona Sud

#### Nazionale maggiore
| Squadra   | Pti | G | V | N | P | GF | GS | DR  |
| --------- | --- | - | - | - | - | -- | -- | --- |
| Paraguay  | 12  | 4 | 4 | 0 | 0 | 17 | 5  | +8  |
| Argentina | 7   | 4 | 2 | 1 | 1 | 7  | 4  | +3  |
| Cile      | 6   | 4 | 2 | 0 | 2 | 9  | 9  | 0   |
| Uruguay   | 2   | 4 | 0 | 2 | 2 | 10 | 15 | -5  |
| Bolivia   | 1   | 4 | 0 | 1 | 3 | 5  | 15 | -10 |

| Asunción 17 settembre 2018, ore 16:00 | Argentina | 1 – 1 | Uruguay | Polideportivo del Comité Olímpico Paraguayo |

| Asunción 17 settembre 2018, ore 20:00 | Paraguay | 2 – 0 | Cile | Polideportivo del Comité Olímpico Paraguayo |

| Asunción 18 settembre 2018, ore 16:00 | Bolivia | 1 – 4 | Cile | Polideportivo del Comité Olímpico Paraguayo |

| Asunción 18 settembre 2018, ore 20:00 | Uruguay | 3 – 7 | Paraguay | Polideportivo del Comité Olímpico Paraguayo |

| Asunción 19 settembre 2018, ore 16:00 | Uruguay | 4 – 5 | Cile | Polideportivo del Comité Olímpico Paraguayo |

| Asunción 19 settembre 2018, ore 20:00 | Bolivia | 1 – 3 | Argentina | Polideportivo del Comité Olímpico Paraguayo |

| Asunción 20 settembre 2018, ore 16:00 | Argentina | 2 – 0 | Cile | Polideportivo del Comité Olímpico Paraguayo |

| Asunción 20 settembre 2018, ore 20:00 | Paraguay | 6 – 1 | Bolivia | Polideportivo del Comité Olímpico Paraguayo |

| Asunción 21 settembre 2018, ore 17:00 | Bolivia | 2 – 2 | Uruguay | Polideportivo del Comité Olímpico Paraguayo |

| Asunción 21 settembre 2018, ore 21:00 | Paraguay | 2 – 1 | Argentina | Polideportivo del Comité Olímpico Paraguayo |

#### Under-20
| Squadra   | Pti | G | V | N | P | GF | GS | DR  |
| --------- | --- | - | - | - | - | -- | -- | --- |
| Argentina | 9   | 4 | 3 | 0 | 1 | 17 | 9  | +8  |
| Paraguay  | 9   | 4 | 3 | 0 | 1 | 17 | 13 | +4  |
| Bolivia   | 6   | 4 | 2 | 0 | 2 | 14 | 11 | +3  |
| Uruguay   | 6   | 4 | 2 | 0 | 2 | 14 | 14 | 0   |
| Cile      | 0   | 4 | 0 | 0 | 4 | 2  | 17 | -15 |

| Asunción 17 settembre 2018, ore 14:00 | Argentina | 4 – 5 | Uruguay | Polideportivo del Comité Olímpico Paraguayo |

| Asunción 17 settembre 2018, ore 18:00 | Paraguay | 5 – 0 | Cile | Polideportivo del Comité Olímpico Paraguayo |

| Asunción 18 settembre 2018, ore 14:00 | Bolivia | 5 – 1 | Cile | Polideportivo del Comité Olímpico Paraguayo |

| Asunción 18 settembre 2018, ore 18:00 | Uruguay | 5 – 6 | Paraguay | Polideportivo del Comité Olímpico Paraguayo |

| Asunción 19 settembre 2018, ore 14:00 | Uruguay | 3 – 0 | Cile | Polideportivo del Comité Olímpico Paraguayo |

| Asunción 19 settembre 2018, ore 18:00 | Bolivia | 2 – 4 | Argentina | Polideportivo del Comité Olímpico Paraguayo |

| Asunción 20 settembre 2018, ore 14:00 | Argentina | 4 – 1 | Cile | Polideportivo del Comité Olímpico Paraguayo |

| Asunción 20 settembre 2018, ore 18:00 | Paraguay | 5 – 3 | Bolivia | Polideportivo del Comité Olímpico Paraguayo |

| Asunción 21 settembre 2018, ore 15:00 | Bolivia | 4 – 1 | Uruguay | Polideportivo del Comité Olímpico Paraguayo |

| Asunción 21 settembre 2018, ore 19:00 | Paraguay | 1 – 5 | Argentina | Polideportivo del Comité Olímpico Paraguayo |

#### Classifica finale
| Squadra   | Pti | G | V | N | P | GF | GS | DR  |
| --------- | --- | - | - | - | - | -- | -- | --- |
| Paraguay  | 21  | 8 | 7 | 0 | 1 | 34 | 18 | +16 |
| Argentina | 16  | 8 | 5 | 1 | 2 | 24 | 13 | +15 |
| Uruguay   | 8   | 8 | 2 | 2 | 4 | 24 | 29 | -5  |
| Bolivia   | 7   | 8 | 2 | 1 | 5 | 19 | 26 | -7  |
| Cile      | 6   | 8 | 2 | 0 | 6 | 11 | 26 | -17 |

## Finale

### Nazionale maggiore
| Encarnación 15 marzo 2019, ore 21:00 | Paraguay | 3 – 5 | Brasile | Polideportivo del Centro de Desarrollo |

| Encarnación 17 marzo 2019, ore 21:00 | Brasile | 3 – 3 | Paraguay | Polideportivo del Centro de Desarrollo |

### Under-20
| Encarnación 15 marzo 2019, ore 19:00 | Paraguay | 1 – 5 | Brasile | Polideportivo del Centro de Desarrollo |

| Encarnación 17 marzo 2019, ore 19:00 | Brasile | 5 – 1 | Paraguay | Polideportivo del Centro de Desarrollo |

## Campione
BRASILE
(2º titolo)